# Monocerotesa abraxides
Monocerotesa abraxides är en fjärilsart som beskrevs av Louis Beethoven Prout 1914. Monocerotesa abraxides ingår i släktet Monocerotesa och familjen mätare. Inga underarter finns listade i Catalogue of Life.